# تادنست (سيدي عبد المومن)
تادنست هي إحدى مشيخات المملكة المغربية، تتبع جغرافيا لإقليم شيشاوة وإداريًا لسيدي عبد المومن. يقدر عدد سكانها بـ 3883 نسمة حسب الإحصاء الرسمي للسكان والسكنى لسنة 2004.